# Lemaitre (banda)
Lemaitre (pronounciado francês: [ləmɛtʁ] (escutarⓘ)) é uma banda indie electronic norueguesa formada por Ketil Jansen e Ulrik Denizou Lund em 2010.

## História
Em uma entrevista, Lund e Jansen estabeleceram que sua banda é nomeada a despeito de Georges Lemaître, um padre belga que propôs a teoria do Big Bang.
O terceiro EP(extended play) do grupo, Relativity 2, alcançou o primeiro lugar nas listas canadenses e norte-americanas de álbuns eletrônicos do iTunes em maio de 2012, alcançando também a terceira posição na Suíça, oitava na Australia e a décima na França. Mundialmente, o EP conseguiu o quarto lugar na categoria de pop do iTunes.
Em janeiro de 2014, a dupla se inscreveu no Astralwerks Records, junto com Porter Robinson, Deadmau5, Empire of the Sun e muitos outras bandas.

## Discografia

### EP
- The Friendly Sound (2010)

1. The Friendly Sound
2. Nishio
3. Blue Shift
4. Strobes Pt. 2
5. 1:18

- Relativity 1 (2012)

1. Appreciate
2. Coffee Table
3. Sceptics
4. The End

- Relativity 2 (2012)

1. Keep Close
2. Time to Realize
3. Splitting Colors
4. Steady State
5. Appreciate (Uppermost Remix)

- Relativity 3 (2013)

1. Continuum
2. Iron Pyrite
3. Fiction
4. Cut to Black

- Relativity By Nite (2013)

1. Sceptics (Club Mix)
2. Fiction (Club Mix)
3. Splitting Colors (Club Mix)
4. Cut to Black (Instrumental)
5. Continuum (Ferhplay Remix)
6. Continuum (Ghost of Venice Remix)
7. Continuum (Josef Bamba Remix)
8. Splitting Colors (Louis La Roche Remix)
9. Fiction (Mullaha Remix)

- Singularity (2014)

1. High Tide
2. Wait (feat. LOLO)
3. Go
4. All I Need (feat. Chuck Inglish)

### Singles
- Momentum (2010)
- Primeval Atom (2010)
- Unclouded Judgment (2010)
- Fossil Fuels (2010)
- Come Again (2010)

### Aparecimento de convidados
| Título         | Ano  | Convidados      | Álbum                                             |
| -------------- | ---- | --------------- | ------------------------------------------------- |
| "Excuse Me"    | 2011 | Various         | Kitsuné Maison Compilation 12: The Good Fun Issue |
| "Dreamcatcher" | 2013 | Camo & Krooked  | Zeitgeist                                         |
| "Polygon Dust" | 2014 | Porter Robinson | Worlds                                            |

## Vídeos de música
| Título               | Ano  | Diretor(es)                 |
| -------------------- | ---- | --------------------------- |
| "Unclouded Judgment" | 2010 | Johannes Greve Muskat (JGM) |
| "Come Again"         | 2010 | Johannes Greve Muskat (JGM) |
| "Appreciate"         | 2012 | Johannes Greve Muskat (JGM) |
| "Coffee Table"       | 2012 | Johannes Greve Muskat (JGM) |
| "Sceptics"           | 2012 | Johannes Greve Muskat (JGM) |
| "The End"            | 2012 | Johannes Greve Muskat (JGM) |
| "Time to Realize"    | 2012 | Johannes Greve Muskat (JGM) |
| "Keep Close"         | 2012 | Johannes Greve Muskat (JGM) |
| "Continuum"          | 2013 | Johannes Greve Muskat (JGM) |
| "Cut to Black"       | 2013 | Johannes Greve Muskat (JGM) |
| "Fiction"            | 2013 | Johannes Greve Muskat (JGM) |
| "Wait"               | 2014 | Johannes Greve Muskat (JGM) |

## Ligações externos
- «Sítio oficial»
- Lemaitre no Facebook
- Lemaitre no X
- Lemaitre no SoundCloud